# Scrophularia polyantha
Scrophularia polyantha är en flenörtsväxtart som beskrevs av John Forbes Royle och George Bentham. Scrophularia polyantha ingår i släktet flenörter, och familjen flenörtsväxter. Inga underarter finns listade i Catalogue of Life.